# Xya manchurei
Xya manchurei är en insektsart som beskrevs av Tokuichi Shiraki 1936. Xya manchurei ingår i släktet Xya och familjen Tridactylidae. Inga underarter finns listade i Catalogue of Life.